# Kikkuli
Kikkuli (i. e. 15. század) a hettita irodalom egy jelentős alkotója, a „szakirodalom” első ismert képviselője.
Mitanniból származott, anyanyelvi a hurri volt. Önmeghatározása: UM.MA mKi-ik-ku-li LÚA-AŠ-ŠU-UŠ-ŠA-AN-NI ŠA KURURUMI-IT-TA-AN-NI. Lóidomárként került Hattuszaszba, a hettita főváros királyi udvarába. Lótenyésztési szakkönyve az ókori keleten az első nemlexikális szakmunka, későbbi iratok Asszíriából is ismertek.
Stílusa az irodalmi prózai hettitától – többek közt – a más nyelvekből (hurri, asszír) való szakkifejezések használatával üt el. Ez a körülmény utalhat arra, hogy a hettita nyelvben nem voltak ilyen jellegű szavak, de utalhat arra is, hogy Kikkuli – idegen származású lévén – nem ismerte a megfelelő hettita kifejezéseket, és ezeket anyanyelvén írta le. A kifejezéseket általában a szanszkrit nyelvvel rokonítják, bár az első szanszkrit nyelvemlékek mintegy hat-nyolcszáz évvel későbbiek, mint ez a dokumentum. (Következésképp nem a szanszkritból származik, bár rokonság fennállhat a hurri és a szanszkrit között.)
Az írás a CTH#284-es számú dokumentumban maradt fenn, ismert azonban két középhettita másolata is, a CTH#285 és CTH#286 számú táblákon. Az alapmű 1080 soros, és csak a lovak tartásának gyakorlati kérdéseivel foglalkozik, nem az oktatásukkal. Így az istállóban tartott lovak tartáskörülményeit vizsgálja, a napi háromszori etetés, a meleg vizes mosás fontosságát hangsúlyozza.